# Cyclo-cross de Ruddervoorde
Le cyclo-cross de Ruddervoorde est une course de cyclo-cross disputée depuis 1988 à Ruddervoorde, en Flandre-Occidentale, en Belgique. La course s'est déroulée en janvier dès sa première édition jusqu'en 1998, année où deux courses se déroulent, l'une en janvier, l'autre en octobre. En effet la course intègre le Superprestige lors de l'édition 1998-1999 et a toujours lieu en octobre depuis cette date.

## Palmarès

### Hommes élites
| Année | Vainqueur            | Deuxième             | Troisième              |
| ----- | -------------------- | -------------------- | ---------------------- |
| 1988  | Chris David          |                      |                        |
| 1989  | Chris David          |                      |                        |
| 1990  | Marcel Vandevivere   |                      |                        |
| 1991  | Johnny Blomme        |                      |                        |
| 1992  | Johnny Blomme        | Guy Vandijck         | Rony De Vos            |
| 1993  | Pascal Van Riet      |                      |                        |
| 1994  | Filip Van Luchem     | Ronny Poelvoorde     | Rony De Vos            |
| 1995  | Paul Herijgers       |                      |                        |
| 1996  | Erwin Vervecken      | Gianni David         | Wim de Vos             |
| 1997  | Sven Nys             | Peter Van Den Abeele | Bart Wellens           |
| 1998  | Danny De Bie         | Bart Wellens         | Gianni David           |
| 1998  | Sven Nys             | Richard Groenendaal  | Mario De Clercq        |
| 1999  | Sven Nys             | Richard Groenendaal  | Adrie van der Poel     |
| 2000  | Richard Groenendaal  | Bart Wellens         | Marc Janssens          |
| 2001  | Bart Wellens         | Sven Nys             | Erwin Vervecken        |
| 2002  | Sven Nys             | Richard Groenendaal  | Erwin Vervecken        |
| 2003  | Bart Wellens         | Sven Nys             | Sven Vanthourenhout    |
| 2004  | Sven Nys             | Richard Groenendaal  | Ben Berden             |
| 2005  | Bart Wellens         | Sven Nys             | Wim Jacobs             |
| 2006  | Sven Nys             | Sven Vanthourenhout  | Bart Wellens           |
| 2007  | Sven Nys             | Zdeněk Štybar        | Bart Wellens           |
| 2008  | Sven Nys             | Klaas Vantornout     | Niels Albert           |
| 2009  | Sven Nys             | Niels Albert         | Zdeněk Štybar          |
| 2010  | Zdeněk Štybar        | Bart Aernouts        | Sven Nys               |
| 2011  | Niels Albert         | Bart Aernouts        | Klaas Vantornout       |
| 2012  | Sven Nys             | Niels Albert         | Kevin Pauwels          |
| 2013  | Klaas Vantornout     | Sven Nys             | Tom Meeusen            |
| 2014  | Tom Meeusen          | Mathieu van der Poel | Klaas Vantornout       |
| 2015  | Kevin Pauwels        | Wout van Aert        | Sven Nys               |
| 2016  | Mathieu van der Poel | Wout van Aert        | Laurens Sweeck         |
| 2017  | Mathieu van der Poel | Wout van Aert        | Lars van der Haar      |
| 2018  | Mathieu van der Poel | Wout van Aert        | Toon Aerts             |
| 2019  | Mathieu van der Poel | Laurens Sweeck       | Toon Aerts             |
| 2020  | Eli Iserbyt          | Toon Aerts           | Lars van der Haar      |
| 2021  | Eli Iserbyt          | Quinten Hermans      | Toon Aerts             |
| 2022  | Eli Iserbyt          | Laurens Sweeck       | Lars van der Haar      |
| 2023  | Eli Iserbyt          | Lars van der Haar    | Michael Vanthourenhout |
| 2024  | Joran Wyseure        | Niels Vandeputte     | Michael Vanthourenhout |

### Femmes élites
| Année | Vainqueur       | Deuxième             | Troisième                |
| ----- | --------------- | -------------------- | ------------------------ |
| 2011  | Helen Wyman     | Nikki Harris         | Lucie Chainel-Lefèvre    |
| 2012  | Nikki Harris    | Sophie de Boer       | Sanne Cant               |
| 2013  | Helen Wyman     | Nikki Harris         | Sanne Cant               |
| 2014  | Sanne Cant      | Helen Wyman          | Ellen Van Loy            |
| 2015  | Sanne Cant      | Ellen Van Loy        | Jolien Verschueren       |
| 2016  | Sophie de Boer  | Sanne Cant           | Ellen Van Loy            |
| 2017  | Maud Kaptheijns | Lucinda Brand        | Sanne Cant               |
| 2018  | Marianne Vos    | Annemarie Worst      | Kim Van De Steene        |
| 2019  | Ceylin Alvarado | Sanne Cant           | Katherine Compton        |
| 2020  | Ceylin Alvarado | Annemarie Worst      | Lucinda Brand            |
| 2021  | Denise Betsema  | Annemarie Worst      | Inge van der Heijden     |
| 2022  | Denise Betsema  | Inge van der Heijden | Ceylin Alvarado          |
| 2023  | Ceylin Alvarado | Annemarie Worst      | Marion Norbert-Riberolle |
| 2024  | Ceylin Alvarado | Fem van Empel        | Lucinda Brand            |

### Hommes espoirs
| Année | Vainqueur             | Deuxième               | Troisième             |
| ----- | --------------------- | ---------------------- | --------------------- |
| 2001  | Tim Van Nuffel        | Wesley Van Der Linden  | Wim Jacobs            |
| 2002  | Wesley Van Der Linden | Klaas Vantornout       | Thijs Verhagen        |
| 2003  | Klaas Vantornout      | Simon Zahner           | Bart Aernouts         |
| 2004  | Lars Boom             | Simon Zahner           | Niels Albert          |
| 2005  | Niels Albert          | Kevin Pauwels          | Dieter Vanthourenhout |
| 2006  | Zdeněk Štybar         | Niels Albert           | Rob Peeters           |
| 2007  | Tom Meeusen           | Julien Taramarcaz      | Thijs van Amerongen   |
| 2008  | Philipp Walsleben     | Tom Meeusen            | Lukáš Klouček         |
| 2009  | Micki van Empel       | Tom Meeusen            | Jim Aernouts          |
| 2010  | Jim Aernouts          | Vincent Baestaens      | Arnaud Jouffroy       |
| 2011  | Wietse Bosmans        | Tijmen Eising          | Lars van der Haar     |
| 2012  | Mike Teunissen        | Jens Adams             | Gianni Vermeersch     |
| 2013  | Mathieu van der Poel  | Michael Vanthourenhout | Gianni Vermeersch     |
| 2014  | Laurens Sweeck        | Michael Vanthourenhout | Diether Sweeck        |
| 2015  | Eli Iserbyt           | Quinten Hermans        | Gioele Bertolini      |
| 2016  | Quinten Hermans       | Eli Iserbyt            | Joris Nieuwenhuis     |
| 2017  | Jens Dekker           | Sieben Wouters         | Toon Vandebosch       |
| 2018  | Eli Iserbyt           | Thomas Pidcock         | Joris Nieuwenhuis     |

### Hommes juniors
| Année | Vainqueur             | Deuxième               | Troisième            |
| ----- | --------------------- | ---------------------- | -------------------- |
| 2001  | Kevin Pauwels         | Dieter Vanthourenhout  | Nick Sels            |
| 2002  | Dieter Vanthourenhout | Eddy van IJzendoorn    | Tom Van den Bosch    |
| 2003  | Niels Albert          | Maxime Debusschere     | Bart Verschueren     |
| 2004  | Ricardo van der Velde | Jan Van Dael           | Wim Leemans          |
| 2005  | Tom Meeusen           | Kevin Cant             | Jim Aernouts         |
| 2006  | Jim Aernouts          | Ramon Sinkeldam        | Vincent Baestaens    |
| 2007  | Stef Boden            | Valentin Scherz        | Kevin Smit           |
| 2008  | Tijmen Eising         | Vinnie Braet           | Lars van der Haar    |
| 2009  | Laurens Sweeck        | Mike Teunissen         | David van der Poel   |
| 2010  | Laurens Sweeck        | Michael Vanthourenhout | Daan Soete           |
| 2011  | Wout van Aert         | Quentin Jauregui       | Mathieu van der Poel |
| 2012  | Mathieu van der Poel  | Quinten Hermans        | Nicolas Cleppe       |
| 2013  | Yannick Peeters       | Thijs Aerts            | Stijn Caluwé         |
| 2014  | Eli Iserbyt           | Johan Jacobs           | Maik van der Heijden |
| 2015  | Jappe Jaspers         | Thijs Wolsink          | Seppe Rombouts       |
| 2016  | Toon Vandebosch       | Jelle Camps            | Niels Vandeputte     |
| 2017  | Ryan Kamp             | Tomáš Kopecký          | Niels Vandeputte     |
| 2018  | Witse Meeussen        | Ryan Cortjens          | Pim Ronhaar          |
| 2019  | Jente Michels         | Lennert Belmans        | Thibau Nys           |
| 2020  | Jente Michels         | Aaron Dockx            | Jelle Harteel        |
| 2021  | David Haverdings      | Aaron Dockx            | Niels Ceulemans      |
| 2022  | Willem Janssens       | Sil De Brauwere        | Stan Van Grieken     |
| 2023  | Arthur van den Boer   | Senna Remijn           | Zsombor Takács       |
| 2024  | Kryštof Bažant        | Cas Timmermans         | Giel Lejeune         |